# Telekonflikt
Telekonflikt är en oavsiktlig konflikt mellan radio-, telekrig- och radarsystem. Arbetet för att motverka telekonflikter är en del av elektromagnetisk kompatibilitet (EMC), med speciell hänsyn till störningar på radiofrekvenser. Telekonflikter visar sig som störningar när ett system tar emot oönskade signaler från ett annat. De kan uppstå när två system sänder på samma frekvens eller när frekvensernas övertoner harmoniserar. De kan också uppstå om någon komponent i det ena systemet skapar en frekvens som "läcker" ut och fångas upp av något annat system. En samling artiklar och rapporter på temat telekonflikt finns under Externa länkar nedan.
En metod att minska risken för telekonflikt är att öka isolationen mellan antennerna i dessa system .